# Anneliese Seeliger-Zeiss
Anneliese Seeliger-Zeiss (* 5. März 1936 als Anneliese Zeiss; † 11. Juli 2017) war eine deutsche Kunsthistorikerin und Epigraphikerin.
1966 wurde Anneliese Seeliger-Zeiss im Fach Kunstgeschichte an der Universität Heidelberg mit einer Arbeit über Lorenz Lechler promoviert. Sie wurde Mitarbeiterin bei dem Projekt Die Deutschen Inschriften und war Mitarbeiterin an dem 1969 bis 1974 erstellten Inschriftenband zum Rhein-Neckar-Kreis unter der Leitung von Renate Neumüllers-Klauser. In der Heidelberger Arbeitsstelle zeichnete sie für die Inschriftenbearbeitungen im Großkreis Karlsruhe und in den Landkreisen Ludwigsburg, Böblingen und der Stadt Pforzheim verantwortlich. 2013 bekam sie die Goldene Ehrennadel der Evangelischen Landeskirche in Baden für ihre Verdienste um die Offene Peterskirche in Heidelberg verliehen.
Ihre Forschungsschwerpunkte waren neben der Epigraphik die spätgotische Kunst und Baukunst der Kurpfalz und Schwabens, insbesondere auch die Grabkunst.
Seeliger-Zeiss war mit Hartmut Seeliger verheiratet und lebte und arbeitete in Heidelberg.

## Veröffentlichungen (Auswahl)
- Lorenz Lechler von Heidelberg und sein Umkreis. Studien zur Geschichte der spätgotischen Zierarchitektur und Skulptur in der Kurpfalz und in Schwaben (= Heidelberger kunstgeschichtliche Abhandlungen. Neue Folge. Band 10). Winter, Heidelberg 1967.
- Ritter-Grabmäler der Parlerzeit im Gebiet der ehemaligen Kurpfalz. In: Zeitschrift des Deutschen Vereins für Kunstwissenschaft. Band 32, 1978, S. 137–168.
- (Bearb.): Die Inschriften des Großkreises Karlsruhe (= Die Deutschen Inschriften. Band 20). München 1981.
- Studien zum Steinmetzbuch des Lorenz Lechler von 1516. Ein bisher unbekannt gebliebenes Fragment im Besitz der Badischen Landesbibliothek Karlsruhe. In memoriam Walter Paatz (1902–1978). In: Architectura. Zeitschrift für Geschichte der Baukunst. Band 12, 1982, S. 125–150.
- Evangelische Pfarrkirche Neckersteinach (= Kleine Kunstführer. Band 1401). Schnell & Steiner, München u. a. 1983.
- mit Hans Ulrich Schäfer (Bearb.): Die Inschriften des Landkreises Ludwigsburg (= Die Deutschen Inschriften. Band 25). Reichert, Wiesbaden 1986.
- Grabstein oder Grabplatte? Anfragen zur Terminologie des mittelalterlichen Grabmals. In: Walter Koch (Hrsg.): Epigraphik 1988 (= Denkschriften. Band 213). Wien 1990, S. 283–291.
- Studien zur Architektur der Spätgotik in Hirsau. In: Landesdenkmalamt Baden-Württemberg (Hrsg.): Hirsau. St. Peter und Paul 1091–1991 (= Forschungen und Berichte der Archäologie des Mittelalters in Baden-Württemberg. Band 10). Theiss, Stuttgart 1991, Bd. 1, S. 265–363.
- Das Grabmal des Prinzen Heinrich von Sachsen in Weikersheim. Überlegungen zur Gattung des Kindergrabmals im Spätmittelalter und in der frühen Neuzeit. In: Ute Reupert (Hrsg.): Denkmalkunde und Denkmalpflege. Wissen und Wirken. Festschrift für Heinrich Magirius zum 60. Geburtstag am 1. Februar 1994. Lipp, Dresden 1995, S. 255–274.
- Alpirsbacher Abtsgrabmäler und ihr Stellenwert für die Geschichte des mittelalterlichen Grabmals. In: Schwäbische Heimat. Band 49, 1998, S. 423–432.
- (Bearb.): Die Inschriften des Landkreises Böblingen (= Die Deutschen Inschriften. Band 47). Reichert, Wiesbaden 1999.
- Die Inschriften. In: Landesdenkmalamt Baden-Württemberg (Hrsg.): Alpirsbach. Zur Geschichte von Kloster und Stadt (= Forschungen und Berichte der Bau- und Kunstdenkmalpflege in Baden-Württemberg. Band 10). Theiss, Stuttgart 2001, Bd. 1, S. 515–587.
- Die Pfalzgrafschaft als Kunstlandschaft der Spätgotik. In: Volker Rödel (Red.): Mittelalter. Schloss Heidelberg und die Pfalzgrafschaft bei Rhein bis zur Reformationszeit (= Schätze aus unseren Schlössern. Band 7). Schnell & Steiner, Regensburg 2002, S. 127–152.
- (Bearb.): Die Inschriften der Stadt Pforzheim (= Die Deutschen Inschriften. Band 57). Reichert, Wiesbaden 2003.
- Die Ev. Peterskirche, Universitätskirche Heidelberg (= Kleine Kunstführer. Band 1595). 2. Auflage. Schnell & Steiner, Regensburg 2006.
- Die Kämmerer von Worms genannt von Dalberg im Spiegel ihrer Grabdenkmäler. In: Kurt Andermann (Hrsg.): Ritteradel im Alten Reich. Die Kämmerer von Worms genannt von Dalberg (= Arbeiten der Hessischen Historischen Kommission. Band 1031). Darmstadt 2009, S. 73–136.